# Championnat du Cameroun de football 1991
Navigation
Saison précédente Saison suivante
La saison 1991 du Championnat du Cameroun de football était la 31e édition de la première division camerounaise, la MTN Elite 1. Les équipes sont regroupées au sein d'une poule unique, où chaque équipe affronte tous les adversaires de sa poule 2 fois, à domicile et à l'extérieur.
C'est l'équipe du Canon Yaoundé qui termine en tête du championnat cette année. C'est le 9e titre de champion de son histoire. 

## Les 16 clubs participants
| - Maiscam Ngaoundéré - Promu de D2 - Tonnerre Yaoundé - Canon Yaoundé - Union Douala - Unisport Bafang - Léopards Douala - Promu de D2 - Union sportive Abong-Mbang - Promu de D2 - Caïman de Douala | - Panthère du Ndé - Camark Bamenda - Racing Club Bafoussam - Diamant Yaoundé - Colombe de Sangmélima - Prévoyance Yaoundé - Unité Douala - PWD Kumba |

## Compétition

### Classement
| Rang | Équipe                     | Pts | J  | G  | N  | P  | Bp | Bc | Diff |
| ---- | -------------------------- | --- | -- | -- | -- | -- | -- | -- | ---- |
| 1    | Canon Yaoundé              | 43  | 29 | 14 | 15 | 0  | 36 | 14 | +22  |
| 2    | Diamant Yaoundé            | 34  | 29 | 13 | 8  | 8  | 33 | 22 | +11  |
| 3    | Racing Club Bafoussam      | 32  | 29 | 12 | 8  | 9  | 41 | 27 | +14  |
| 4    | Union Douala (T)           | 31  | 29 | 11 | 9  | 9  | 33 | 22 | +11  |
| 5    | Tonnerre Yaoundé (C)       | 30  | 29 | 10 | 10 | 9  | 23 | 24 | -1   |
| 6    | Panthère du Ndé            | 29  | 29 | 10 | 9  | 10 | 17 | 16 | +1   |
| 7    | Unisport Bafang            | 28  | 29 | 8  | 12 | 9  | 27 | 28 | -1   |
| 8    | Léopards Douala (P)        | 26  | 29 | 8  | 10 | 11 | 27 | 38 | -11  |
| 9    | Caïman de Douala           | 26  | 29 | 9  | 8  | 12 | 26 | 32 | -6   |
| 10   | Colombe Sangmélima         | 26  | 29 | 7  | 12 | 10 | 18 | 25 | -7   |
| 11   | Maiscam Ngaoundéré (P)     | 25  | 29 | 7  | 11 | 11 | 14 | 19 | -5   |
| 12   | PWD Kumba                  | 24  | 29 | 7  | 10 | 12 | 23 | 36 | -13  |
| 13   | Unité Douala               | 24  | 29 | 7  | 10 | 12 | 19 | 26 | -7   |
| 14   | Camark Bamenda             | 24  | 29 | 4  | 14 | 11 | 23 | 34 | -11  |
| 15   | US Abong Mbang (P)         | 22  | 29 | 4  | 14 | 11 | 22 | 30 | -8   |
| 16   | Prévoyance Yaoundé forfait |     |    |    |    |    |    |    |      |

|  | Qualifié pour la Coupe des clubs champions africains 1992 |
|  | Qualifié pour la Coupe des Coupes 1992                    |
|  | Qualifié pour la Coupe de la CAF 1992                     |

- Le club de Prévoyance Yaoundé déclare forfait en cours de saison.

## Bilan de la saison
| Tableau d'Honneur                   |                  |
| Compétition                         | Vainqueur        |
| Championnat du Cameroun de football | Canon Yaoundé    |
| Coupe du Cameroun                   | Tonnerre Yaoundé |

| Qualifications continentales             |                  |
| Coupe des clubs champions africains 1992 | Qualifié         |
| Premier tour                             | Canon Yaoundé    |
| Coupe des Coupes 1992                    | Qualifiés        |
| Premier tour                             | Tonnerre Yaoundé |
| Coupe de la CAF 1992                     | Qualifiés        |
| Premier tour                             | Diamant Yaoundé  |

| Promotion et relégation |                                                              |
| Relégués en 2e division | Camark Bamenda Union sportive Abong-Mbang Prévoyance Yaoundé |
| Promus en MTN Elite 1   | Inconnus                                                     |